# Abraham Becker
Abraham Becker, Bekier herbu własnego – major wojsk litewskich w 1673 roku.
W 1673 roku otrzymał polski indygenat dla swojej rodziny.